# Országgyűlési Könyvtár (Japán)
Az Országgyűlési Könyvtár (国立国会図書館; Kokuricu Kokkai Tosokan; Hepburn: Kokuritsu Kokkai Toshokan) Japán nemzeti könyvtára, a világ egyik legnagyobb könyvtára, mintegy 43 millió katalogizált elemmel. 1948-ban hozták létre mint a japán országgyűlés (国会, Kokkai) saját könyvtárát. Funkcióját és hatáskörét tekintve az amerikai Kongresszusi Könyvtárhoz hasonló. Két főépülete van, az egyik Tokióban, a másik Kiotó prefektúrában (Kanszai-kan Könyvtár), és országszerte 27 tagkönyvtárral rendelkezik.

## Története
1948-ban alapították, a képviselőház és a Tanácsosok Háza külön könyvtárait vonták egybe az 1872-ben alapított Császári Könyvtárral. Tokiói főépülete az országgyűlés épülete mellett található, 1961 óta található itt a könyvtár. A Kanszai-kan Könyvtár 2002-ben nyílt meg Szeika városában, Kiotó prefektúrában. Ugyancsak 2002-ben nyílt meg teljes egészében a Gyermekirodalom Nemzetközi Könyvtára, mely az első japán nemzeti gyermekirodalmi könyvtár.

## Galéria

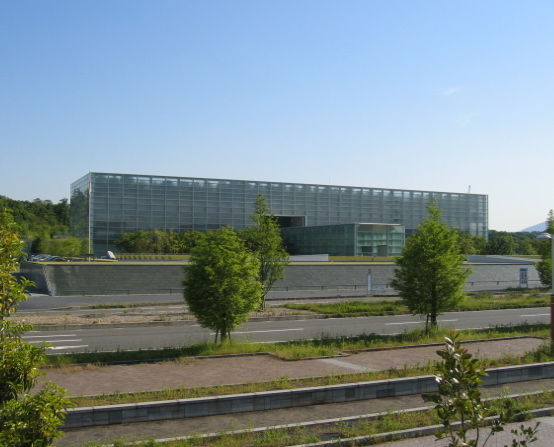
A Kanszai-kan épülete
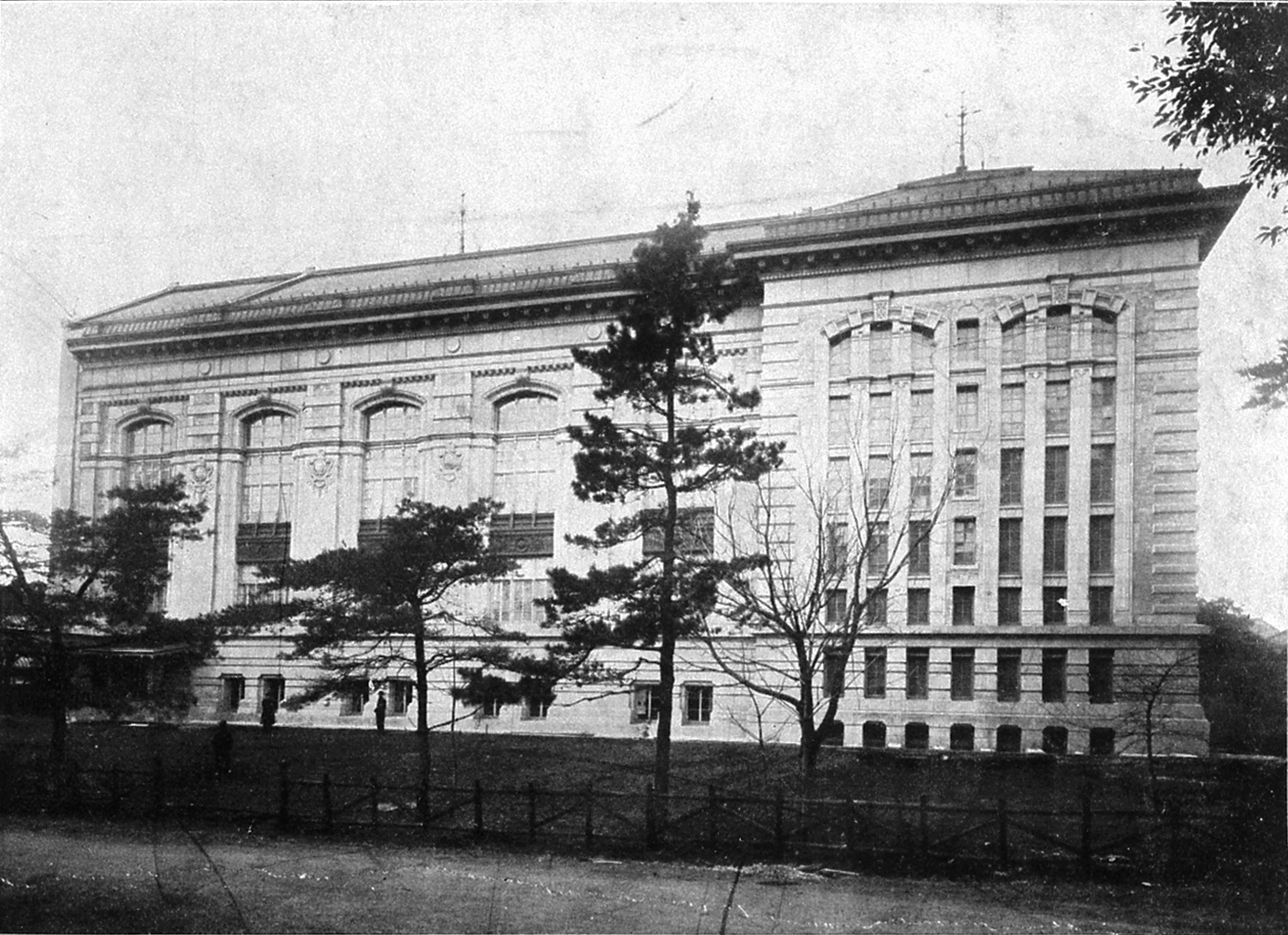
A Császári Könyvtár épülete 1911-ben